# Holophryxus richardi
Holophryxus richardi är en kräftdjursart som beskrevs av Jean Baptiste François René Koehler 1911. Holophryxus richardi ingår i släktet Holophryxus och familjen Dajidae. Inga underarter finns listade i Catalogue of Life.